# Mbava
Mbava (también llamada Baga) es una isla de las Islas Salomón, situada justo al oeste de Vella Lavella.
Está situada en el Grupo de Islas Nueva Georgia, en la Provincia Occidental.